# Tybaertiella
Tybaertiella Jocqué, 1979 è un genere di ragni appartenente alla famiglia Linyphiidae.

## Distribuzione
Le tre specie oggi attribuite a questo genere sono state reperite in Africa: la specie dall'areale più ampio è la T. krugeri, rinvenuta in varie località del continente.

## Tassonomia
Per la determinazione delle caratteristiche della specie tipo sono stati presi in considerazione gli esemplari di T. peniculifer Jocqué, 1979.
Considerato un sinonimo anteriore di Locketia Holm, 1979 secondo la specie tipo Cnephalocotes convexus Holm, 1962, a seguito di un lavoro di Locket & Russell-Smith del 1980.
A giugno 2012, si compone di tre specie:
- Tybaertiella convexa (Holm, 1962) — Africa occidentale, centrale e orientale
- Tybaertiella krugeri Simon, 1894) — Africa
- Tybaertiella peniculifera Jocqué, 1979[3] — Costa d'Avorio, Nigeria, Etiopia

### Sinonimi
- Tybaertiella bacelarae (Caporiacco, 1949); posto in sinonimia con T. krugeri (Simon, 1894) a seguito di uno studio di Jocqué (1984a)[1].
- Tybaertiella bacelarae dundoensis (Miller, 1970); posto in sinonimia con T. krugeri (Simon, 1894) a seguito di uno studio di Jocqué (1984a)[1].
- Tybaertiella bicolor (Locket & Russell-Smith, 1980); posto in sinonimia con T. peniculifera Jocqué, 1979, a seguito di un lavoro degli aracnologi Locket & Russell-Smith del 1981[1].
- Tybaertiella compar (Holm, 1962); esemplari trasferiti qui dal genere Cnephalocotes Simon, 1884, e posti in sinonimia con T. convexa (Holm, 1962) a seguito di un lavoro dello stesso Holm del 1979 quando erano ascritti all'ex-genere Locketia[1].
- Tybaertiella machadoi (Miller, 1970); posto in sinonimia con T. convexa (Holm, 1962) a seguito di uno studio di Jocqué (1984a)[1].
- Tybaertiella minor Jocqué, 1979; posto in sinonimia con T. krugeri (Simon, 1894) a seguito di uno studio di Jocqué (1984a)[1].
- Tybaertiella minor (Locket & Russell-Smith, 1980); posto in sinonimia con T. krugeri (Simon, 1894) a seguito di un lavoro degli aracnologi Locket & Russell-Smith del 1981[1].
- Tybaertiella nonindurata (Miller, 1970); posto in sinonimia con T. krugeri (Simon, 1894) a seguito di un lavoro dello stesso Holm del 1979 quando avevano la vecchia denominazione Locketia bacelarae dundoensis[1].